# Joseph P. Comegys
Joseph P. Comegys (Dover, 1813. december 23. – Dover, 1893. február 1.) az Amerikai Egyesült Államok szenátora (Delaware, 1856–1857).